# Burrillville
Burrillville är en kommun (town) i Providence County i delstaten Rhode Island, USA med 16 158 invånare (2020). Den har enligt United States Census Bureau en area på 147,9 km².

## Kända personer från Burrillville
- Oscar Lapham, politiker